# Мельничук Руслана Русланівна
Мельничу́к Русла́на Русла́нівна (нар.17 липня 1986, Йосипівка (Козятинський район), Вінницька область) — українська поетеса. Член Національної спілки письменників України (2010).

## Біографія
Народилась 17 липня 1986 року у с. Йосипівка Козятинського району Вінницької області. Зростала у с. Городківка Крижопільського району. Закінчила педучилище та Вінницький педагогічний університет ім. М. Коцюбинського.

## Літературна діяльність
Вірші почала писати зі шкільних років. Авторка поетичних збірок: 

- «Заручена з вітром» (2002);
- «Валентинка» (2002);
- «Місце під дощем» (2005).

Друкується в періодиці та альманахах, зокрема у колективних збірках — «Ми в дорогу вийшли на світанні…», «Експрес-молодість» (2011) та ін.

## Літературні премії
- Премія обласного літературно-мистецького об'єднання імені В.Стуса «Подільська пектораль»;
- Лауреат щорічного всеукраїнського конкурсу одного вірша «Малахітовий носоріг»;
- Лауреат фестивалю поезії на Поділлі «Підкова Пегаса»;
- Літературна премія імені Михайла Стельмаха журналу «Вінницький край» (2019);[3]
- Літературна премія імені Володимира Сосюри (2020);[4]
- Всеукраїнська літературна премія імені Михайла Коцюбинського (2022) у номінації «Поезія» за збірку інтимної лірики «Кармічна любов».[5]